# Blidö (ort)

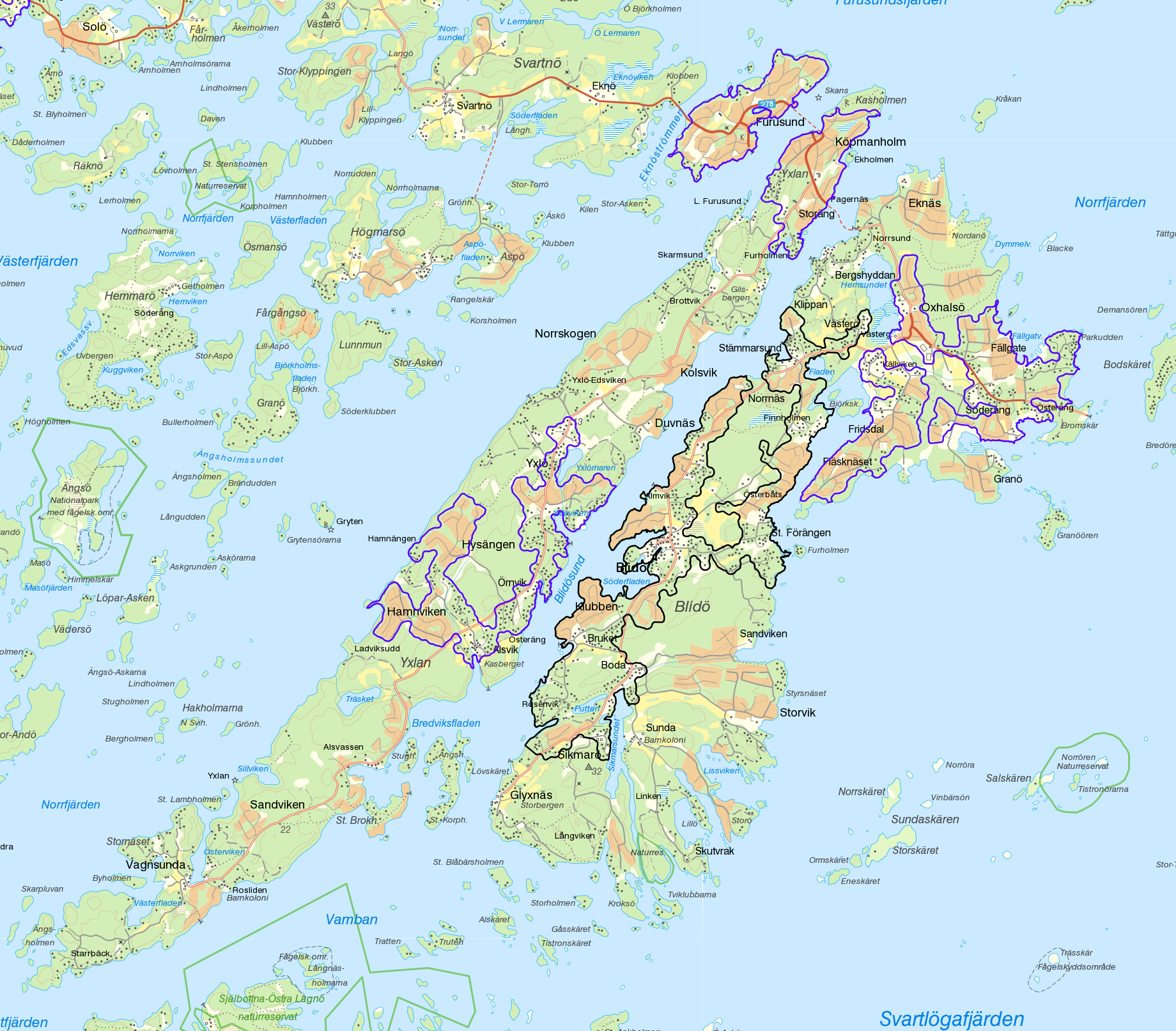
Tätortens gränser 2015 i svart. Närliggande småorters gränser i blått.

Blidö är sedan 2015 en tätort på ön Blidö i Blidö socken i Norrtälje kommun, Stockholms län. 
Orten har sitt ursprung i byn Fånö, som var kyrkby i Blidö socken och i jordeboken 1573 omfattade tre gårdar. Troligen är Fånö identiskt med det Finør som omtalas i Kung Valdemars segelled mellan Sikmarö och Oxhalsö. Det äldsta belägget på Fånö är annars från 1409. 1630 köptes Fånö av Axel Gustafsson Banér som lät göra byn till Blidö säteri. Säteriet blev snart helt dominerande på ön. Herrgården brändes av ryssarna 1719 men en ny herrgård med putsad fasad uppfördes redan 1720. 1779 köptes säteriet av Carl Eric Lagerheim som kom att lägga under sig allt större landområden så att han vid sin död ägde 2/3 av Blidö socken. Herrgårdsbyggnaden brann ned 1925 men de båda flyglarna finns ännu kvar. Kvar finns även krogbyggnaden, "supstugan" som nu inrymmer ett hembygdsmuseum. Blidös prästgård låg ursprungligen på Yxlan, men flyttade 1892 till Marielund i närheten av kyrkan.

## Befolkningsutveckling
| Befolkningsutvecklingen i Blidö 2015–2020                                                               | Befolkningsutvecklingen i Blidö 2015–2020 | Befolkningsutvecklingen i Blidö 2015–2020 | Befolkningsutvecklingen i Blidö 2015–2020 | Befolkningsutvecklingen i Blidö 2015–2020 |
| --- | ----------------------------------------- | ----------------------------------------- | ----------------------------------------- | ----------------------------------------- |
| |                                           |                                           |                                           |                                           |
| År |                                           |                                           | Folkmängd                                 | Areal (ha)                                |
| 2015 | 2015                                      |                                           | 266                                       | 496                                       |
| 2020 | 2020                                      |                                           | 280                                       | 533                                       |
| Anm.: Ny tätort 2015, den centrala delen var före 2015 en småort som 2010 hade 72 invånare på 59 hektar |                                           |                                           |                                           |                                           |